# The Outrun
The Outrun is een Brits-Duitse dramafilm uit 2024, geregisseerd en mede geschreven door Nora Fingscheidt. De film is gebaseerd op de gelijknamige memoires van Amy Liptrot uit 2016. De hoofdrollen worden gespeeld door Saoirse Ronan, Saskia Reeves en Stephen Dillane.

## Verhaal
De jonge Schotse Rona (Saoirse Ronan) kampt met een alcoholverslaving en komt net uit de ontwenningskliniek. Ze besluit om de drukte van het stadsleven in Londen te ontlopen en terug te keren naar haar thuis op de Orkneyeilanden om in het reine te komen met zichzelf, haar familie en het verleden.

## Rolverdeling
| Acteur          | Personage |
| --------------- | --------- |
| Saoirse Ronan   | Rona      |
| Saskia Reeves   | Annie     |
| Stephen Dillane | Andrew    |
| Lauren Lyle     | Julie     |
| Paapa Essiedu   | Daynin    |
| Izuka Hoyle     |           |

## Productie
In januari 2022 werd aangekondigd dat Nora Fingscheidt een verfilming van Amy Liptrots memoires The Outrun zou regisseren, met Saoirse Ronan als hoofdrolspeler en producent, en Fingscheidt en Liptrot die het scenario zouden schrijven. De filmopnames gingen van start in augustus 2022 op de Orkneyeilanden.

## Release en ontvangst
The Outrun ging op 19 januari 2024 in première op het Sundance Film Festival. De film kreeg overwegend positieve kritieken van de filmcritici, met een score van 78% op Rotten Tomatoes, gebaseerd op 41 beoordelingen.

## Prijzen en nominaties
De belangrijkste:
| Jaar | Prijs                      | Categorie                  | Genomineerde(n)  | Uitslag     |
| ---- | -------------------------- | -------------------------- | ---------------- | ----------- |
| 2024 | Filmfestival van Telluride | Zilveren medaille          | Saoirse Ronan    | Gewonnen    |
| 2024 | Film Fest Gent             | Grand Prix voor Beste Film | Nora Fingscheidt | Genomineerd |